# Stazione di Mannheim Centrale
La stazione di Mannheim Centrale (in tedesco Mannheim Hbf) è la principale stazione ferroviaria della città tedesca di Mannheim.
È una delle 20 stazioni più importanti della rete ferroviaria nazionale. Dopo quello di Stuttgart Hauptbahnhof è uno dei nodi più trafficati della Germania del sud con un traffico di circa 650 treni giornalieri di cui oltre 200 a lunga percorrenza . La stazione ha subito un ammodernamento nel 2001.
Ha vinto il premio Bahnhof des Jahres nel 2005.

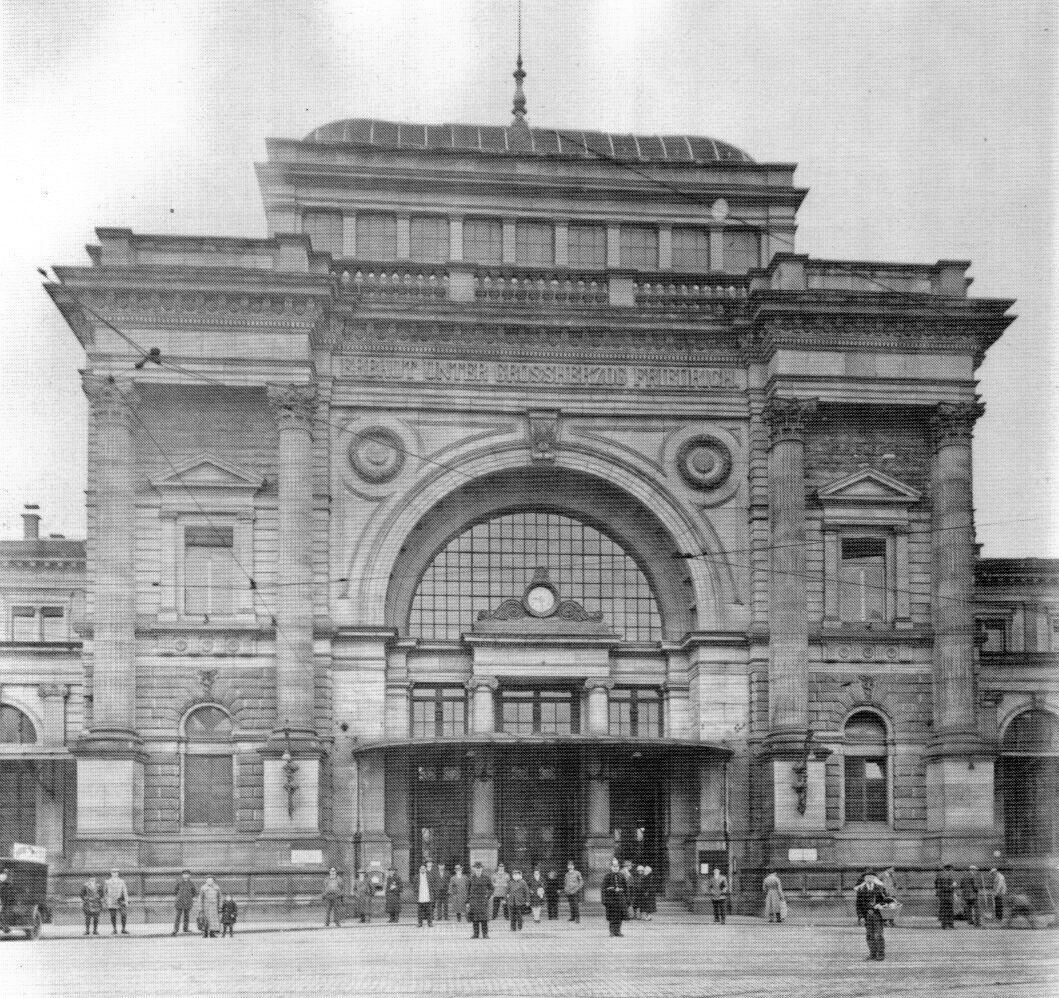
La facciata centrale esterna dopo l'ampliamento nel 1928

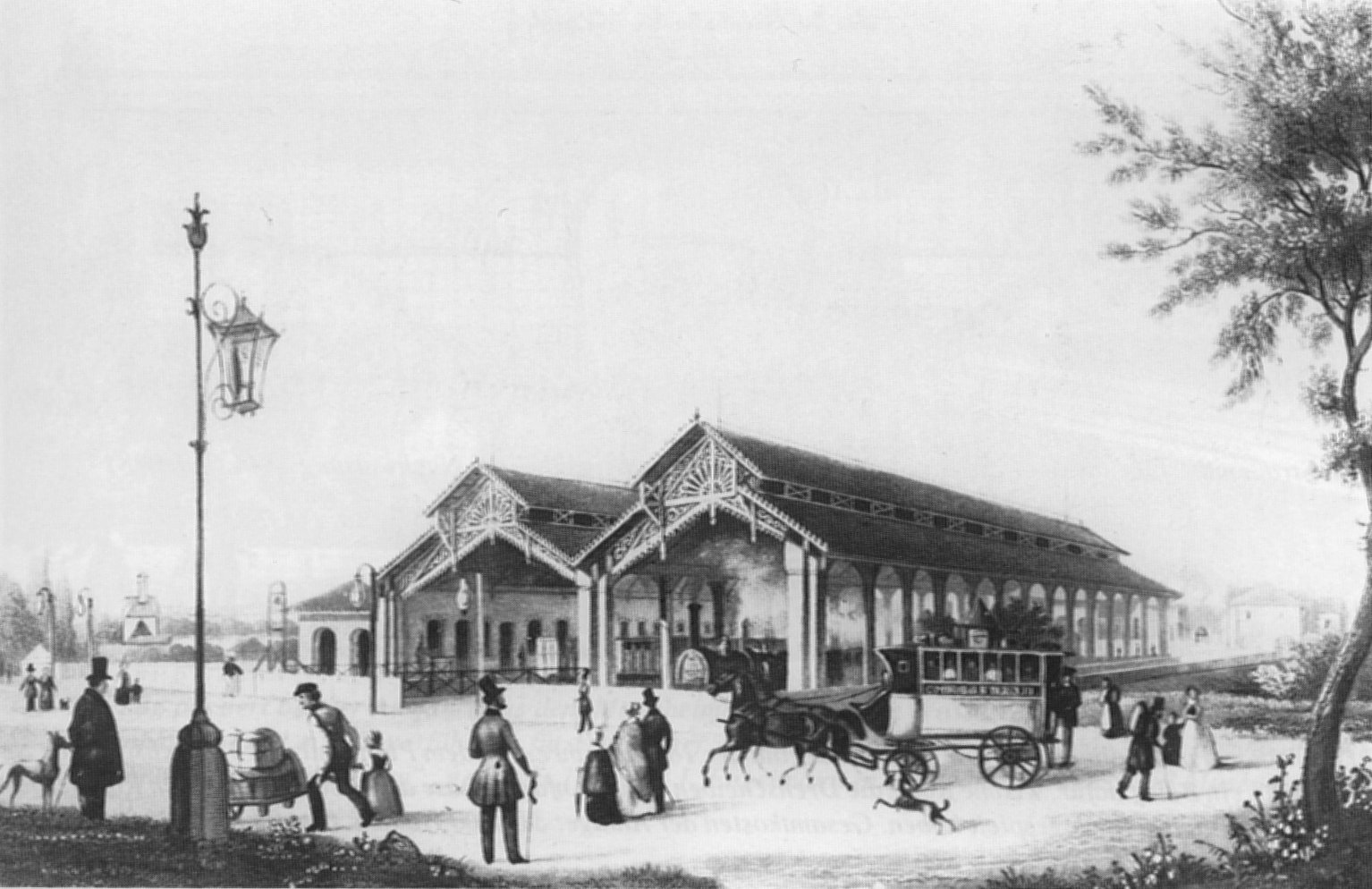
La prima stazione di Mannheim nel 1840

## Storia
La prima stazione di Mannheim della Badische Hauptbahn (Ferrovia Mannheim–Karlsruhe–Basilea) da Heidelberg venne inaugurata nel 1840 come stazione terminale nell'area della Tattersall. Presto tuttavia vennero approntati i piani per un suo spostamento in un'altra sede costruita tra 1871 e 1876 di cui sopravvivono ancora alcune parti. Dall'inizio del 1900 si ricominciò a pensare ad un suo ampliamento o riposizionamento finché nel 1915 venne presa la decisione di ampliare la stazione esistente. Nel 1927 venne rifatto il frontale dell'edificio occupando parte del piazzale antistante per raddoppiare l'area di servizio. La seconda guerra mondiale con le sue devastazioni obbligò ad una ricostruzione quasi completa nel corso della quale l'edificio venne ricostruito riprendendo di massima il vecchio stile architettonico semplificandone tuttavia l'esecuzione senza eccedere nelle decorazioni e nei rilievi.  Tra 1999 e 2001 la stazione è stata oggetto di un riammodernamento sostanziale di tutto l'impianto.
La stazione insiste nel punto di convergenza delle linee, da Stuttgart ad alta velocità, da Karlsruhe–Basilea, da Saarbrücken e da Francoforte.

### Esplicative
1. ↑  Abbreviazione di Mannheim Hauptbahnhof, letteralmente "Mannheim stazione principale".

### Bibliografiche
1. ↑  Dati statistici sulla stazione Archiviato il 30 settembre 2011 in Internet Archive.